# Милош Видаковић
Милош Видаковић је српски пјесник, критичар и преводилац. Рођен је 26. децембра 1891. у селу Штрпци у Рудом у учитељској породици. Након завршетка основне школе и класичне гимназије у Сарајеву, одлази у Беч на студије романистике и славистике. 1912. борави у Женеви одакле се враћа у Сарајево. Пише и преводи највише у „Народу” као стални књижевни критичар издржавајући породицу. 1913. наставља студије у Италији, у Фиренци. 1914. одлази на лијечење у Вијаређо. Послије Сарајевског атентата бјежи из Сарајева у Рудо, у село Грање, а затим у Србију гдје добија мјесто наставника у Велесу вршећи успут дужност поштанског цензора. Дана 2. октобра 1915, послије прехладе, болест плућа му се погоршала. Умире у Велесу. Сахрањен је на војничком гробљу. 1918. постхумно му је штампана збирка пјесама „Царски сонети”, а у засебној књизи превод Метерлинкова „Плава птица”.

## Дела
- Гроздана
- Епилог
- Кроз мирис липа
- Кула заборава
- Мусић Стеван
- Над градом
- Песма болесника
- Пут екстаза
- Снег
- У моме граду